# Тхеквондо на літніх Олімпійських іграх 2012 — до 49 кг (жінки)
Змагання з тхеквондо на XXX літніх Олімпійських іграх серед жінок у категорії до 49 кг пройшли 8 серпня 2012 року у спортивному залі ExCeL London.

## Медалі
| Золото          | Срібло               | Бронза                                          |
| У Цзін'юй Китай | Бріхітт Ягуе Іспанія | Чанатіп Сонхам Таїланд Луція Занінович Хорватія |

### Формат змагань
Переможці боїв попереднього раунду основної сітки виходять до чвертьфіналу; переможці чвертьфіналів виходять у півфінал; переможці півфіналів виходять у фінал, де розігрують золоту та срібну медаль. Переможені фіналістам відповідно в попередньому раунді і в чвертьфіналах трапляються між собою в двох втішних поєдинках. Переможець втішного поєдинку зустрічається в боях за бронзову медаль з переможеним півфіналістом з іншої половини сітки. Вручаються дві бронзові медалі.

### Результати
Скорочення
- SUD— Правило миттєвої смерті
- PTG— Зупинено через велику різницю в рахунку

Основні змагання
|  | Попередній раунд                | Попередній раунд                | Попередній раунд |  |  | Чвертьфінал              | Чвертьфінал              | Чвертьфінал              |   |                      | Півфінал             | Півфінал        | Півфінал |  |  | Фінал | Фінал | Фінал |
|  |                                 |                                 |                  |  |  |                          |                          |                          |   |                      |                      |                 |          |  |  |       |       |       |
|  | У Цзін'юй Китай                 | У Цзін'юй Китай                 | 10               |  |  |                          |                          |                          |   |                      |                      |                 |          |  |  |       |       |       |
|  | Елізабет Замора Гватемала       | Елізабет Замора Гватемала       | 2                |  |  | У Цзін'юй Китай          | У Цзін'юй Китай          | 8                        |   |                      |                      |                 |          |  |  |       |       |       |
|  | Тереза Тона Папуа — Нова Гвінея | Тереза Тона Папуа — Нова Гвінея | 0                |  |  | Еріка Касахара Японія    | Еріка Касахара Японія    | 0                        |   |                      |                      |                 |          |  |  |       |       |       |
|  | Еріка Касахара Японія           | Еріка Касахара Японія           | (PTG) 12         |  |  |                          |                          |                          |   | У Цзін'юй Китай      | У Цзін'юй Китай      | (PTG) 19        |          |  |  |       |       |       |
|  | Луція Занінович Хорватія        | Луція Занінович Хорватія        | (PTG) 14         |  |  |                          | Луція Занінович Хорватія | Луція Занінович Хорватія | 7 |                      |                      |                 |          |  |  |       |       |       |
|  | Катрін Канг ЦАР                 | Катрін Канг ЦАР                 | 0                |  |  | Луція Занінович Хорватія | Луція Занінович Хорватія | 13                       |   |                      |                      |                 |          |  |  |       |       |       |
|  | Карола Лопез Аргентина          | Карола Лопез Аргентина          | 1                |  |  | Карола Лопез Аргентина   | Карола Лопез Аргентина   | 4                        |   |                      |                      |                 |          |  |  |       |       |       |
|  | Санаа Атабрур Марокко           | Санаа Атабрур Марокко           | 0                |  |  |                          |                          |                          |   |                      | У Цзін'юй Китай      | У Цзін'юй Китай | 6        |  |  |       |       |       |
|  | Бріхітт Ягуе Іспанія            | Бріхітт Ягуе Іспанія            | 7                |  |  |                          | Бріхітт Ягуе Іспанія     | Бріхітт Ягуе Іспанія     | 1 |                      |                      |                 |          |  |  |       |       |       |
|  | Кароль Карстенс Панама          | Кароль Карстенс Панама          | 2                |  |  | Бріхітт Ягуе Іспанія     | Бріхітт Ягуе Іспанія     | 8                        |   |                      |                      |                 |          |  |  |       |       |       |
|  | Рая Хатахет Йорданія            | Рая Хатахет Йорданія            | 1                |  |  | Ханнет Алегрія Мексика   | Ханнет Алегрія Мексика   | 0                        |   |                      |                      |                 |          |  |  |       |       |       |
|  | Ханнет Алегрія Мексика          | Ханнет Алегрія Мексика          | 12               |  |  |                          |                          |                          |   | Бріхітт Ягуе Іспанія | Бріхітт Ягуе Іспанія | 10              |          |  |  |       |       |       |
|  | Чанатіп Сонхам Таїланд          | Чанатіп Сонхам Таїланд          | (PTG) 13         |  |  |                          | Чанатіп Сонхам Таїланд   | Чанатіп Сонхам Таїланд   | 9 |                      |                      |                 |          |  |  |       |       |       |
|  | Христина Кім Росія              | Христина Кім Росія              | 1                |  |  | Чанатіп Сонхам Таїланд   | Чанатіп Сонхам Таїланд   | 6                        |   |                      |                      |                 |          |  |  |       |       |       |
|  | Сюмейе Манц Німеччина           | Сюмейе Манц Німеччина           | 3                |  |  | Ян Шуцзунь Тайвань       | Ян Шуцзунь Тайвань       | 0                        |   |                      |                      |                 |          |  |  |       |       |       |
|  | Ян Шуцзунь Тайвань              | Ян Шуцзунь Тайвань              | 10               |  |  |                          |                          |                          |   |                      |                      |                 |          |  |  |       |       |       |

Втішні змагання
|  | Перший раунд              | Перший раунд              | Перший раунд |  |  | Матч за третє місце       | Матч за третє місце       | Матч за третє місце |
|  |                           |                           |              |  |  |                           |                           |                     |
|  |                           |                           |              |  |  | Елізабет Замора Гватемала | Елізабет Замора Гватемала | 0                   |
|  | Еріка Касахара Японія     | Еріка Касахара Японія     | 2            |  |  | Чанатіп Сонхам Таїланд    | Чанатіп Сонхам Таїланд    | 8                   |
|  | Елізабет Замора Гватемала | Елізабет Замора Гватемала | 6            |  |  |                           |                           |                     |
|  |                           |                           |              |  |  |                           |                           |                     |
|  |                           |                           |              |  |  | Луція Занінович Хорватія  | Луція Занінович Хорватія  | 6                   |
|  | Кароль Карстенс Панама    | Кароль Карстенс Панама    | 2            |  |  | Ханнет Алегрія Мексика    | Ханнет Алегрія Мексика    | 5                   |
|  | Ханнет Алегрія Мексика    | Ханнет Алегрія Мексика    | 7            |  |  |                           |                           |                     |